# Perseu
Perseu (em grego:  Περσεύς, transl.: Perséus), na mitologia grega, é um semideus conhecido por ser fundador da mítica cidade-estado de Micenas, meio-irmão de Héracles e patrono tanto da casa real de Perseu como da dinastia persênica, tendo sido ancestral, segundo a mitologia, dos imperadores da Pérsia e famoso por ter decapitado a górgona Medusa, monstro que transformava em pedra qualquer um que olhasse em seus olhos. Perseu era um semideus, filho de Zeus que tinha entrado na forma de uma chuva de ouro na torre de bronze para engravidar a mãe de Perseu, a mortal Dânae ou Danai, filha de Acrísio, rei de Argos.

## Nascimento
Acrísio, rei de Argos, era casado com Eurídice, filha de Lacedemão, e tinha uma filha, Dânae, mas não tinha filhos homens. Quando Acrísio perguntou ao oráculo como a filha dele poderia ter filhos homens, a resposta foi que Dânae teria um filho que o mataria.
Dânae foi trancada em uma câmara de bronze subterrânea e posta sob guarda, mas ela foi seduzida, segundo alguns autores, por Preto, irmão e rival de Acrísio, ou por Zeus, que assumiu a forma de uma chuva de ouro. Lactâncio, autor cristão que viveu por volta do ano 300, influenciado pelo evemerismo, diz que esta "chuva de ouro" foi, na verdade, uma larga soma em dinheiro que o rei imortal Zeus despejou sobre o colo de Dânae, para compensar a desonra que ele lhe fez, e que os poetas posteriores adotaram a chuva de ouro como figura de expressão, assim como "chuva de ferro" se refere a uma grande quantidade de dardos e flechas.
Acrísio, não acreditando que sua filha estivesse grávida de Zeus, colocou-a em um baú, que foi jogado ao mar. O cesto chegou à ilha de Sérifos, onde foi encontrado por Díctis, que criou o menino.

## A górgona

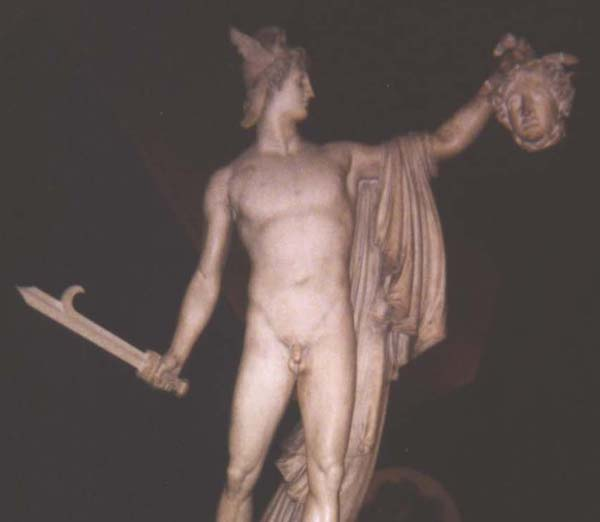
Perseu por di Stabia (1804-1806)

Perseu tornou-se um grande homem, forte, ambicioso, corajoso, aventureiro e protetor da mãe. Polidecto, com medo de que a ambição de Perseu o levasse a lhe usurpar o trono, propôs um torneio no qual o vencedor seria quem trouxesse a cabeça da Medusa, o instinto aventureiro de Perseu não o deixou recusar. Em outra versão do mesmo mito, todos os convidados em uma homenagem ao rei deveriam dar-lhe um presente; como Perseu era pobre se ofereceu para trazer a cabeça da Medusa como presente.  
Perseu, conhecendo sua mãe, disse que iria participar do torneio, mas não disse que iria enfrentar a Medusa, com receio de que ela o impedisse. Da batalha contra Medusa saiu vitorioso graças à ajuda de Atena, Hades e Hermes. Atena deu a ele um escudo tão bem polido, que tal qual num espelho, podia se ver o reflexo ao olhar para ele. Hades deu-lhe um elmo que torna invisível quem o usa, e Hermes deu a ele suas sandálias aladas, três objetos que foram definitivos para a vitória de Perseu.
O poeta romano Ovídio conta que a Medusa teria sido originalmente uma bela donzela, "a aspiração ciumenta de muitos pretendentes", sacerdotisa do templo de Atena. Um dia ela teria cedido às investidas do "Senhor dos Mares", Poseidon, e deitado-se com ele no próprio templo da deusa Atena; a deusa então, enfurecida, transformou o belo cabelo da donzela em serpentes, e deixou seu rosto tão horrível que quem olhasse para ela se transformaria em uma estátua de pedra. 
Então Perseu, guiado pelo reflexo no escudo, sem olhar diretamente para a Medusa, derrotou-a cortando sua cabeça, que ofereceu à deusa Atena. Diz a lenda que, quando Medusa foi morta, o cavalo alado Pégaso e o gigante Crisaor surgiram de seu ventre. As outras duas irmãs de Medusa, Esteno e Euríale, perseguem Perseu, mas este escapa devido ao capacete de Hades, que o torna invisível às górgonas.

## Atlas
Passou, em seu retorno pelo país das hespérides, onde ficava o titã Atlas, que foi condenado a segurar a abóbada celeste em seus ombros. Vendo que o lugar era muito bonito, Perseu pediu a Atlas se podia dormir pelos arredores naquele dia, dizendo ao titã: "Se vês uma pessoa pela sua família, saiba que sou filho de Zeus e se, porém, valorizas grandes feitos, saiba que matei a górgona Medusa". Atlas responde: "Tu, mortal, mataste a rainha das górgonas? Nenhum mortal teria condições para fazer tal coisa". Muito revoltado por não ter sido acreditado por Atlas, Perseu mostra a cabeça de Medusa ao enorme titã, este quando encara os olhos da górgona começa a ter todo seu corpo petrificado, seus ossos se transformam em uma montanha, sua barba em floresta e sua cabeça o cume.

## Andrômeda

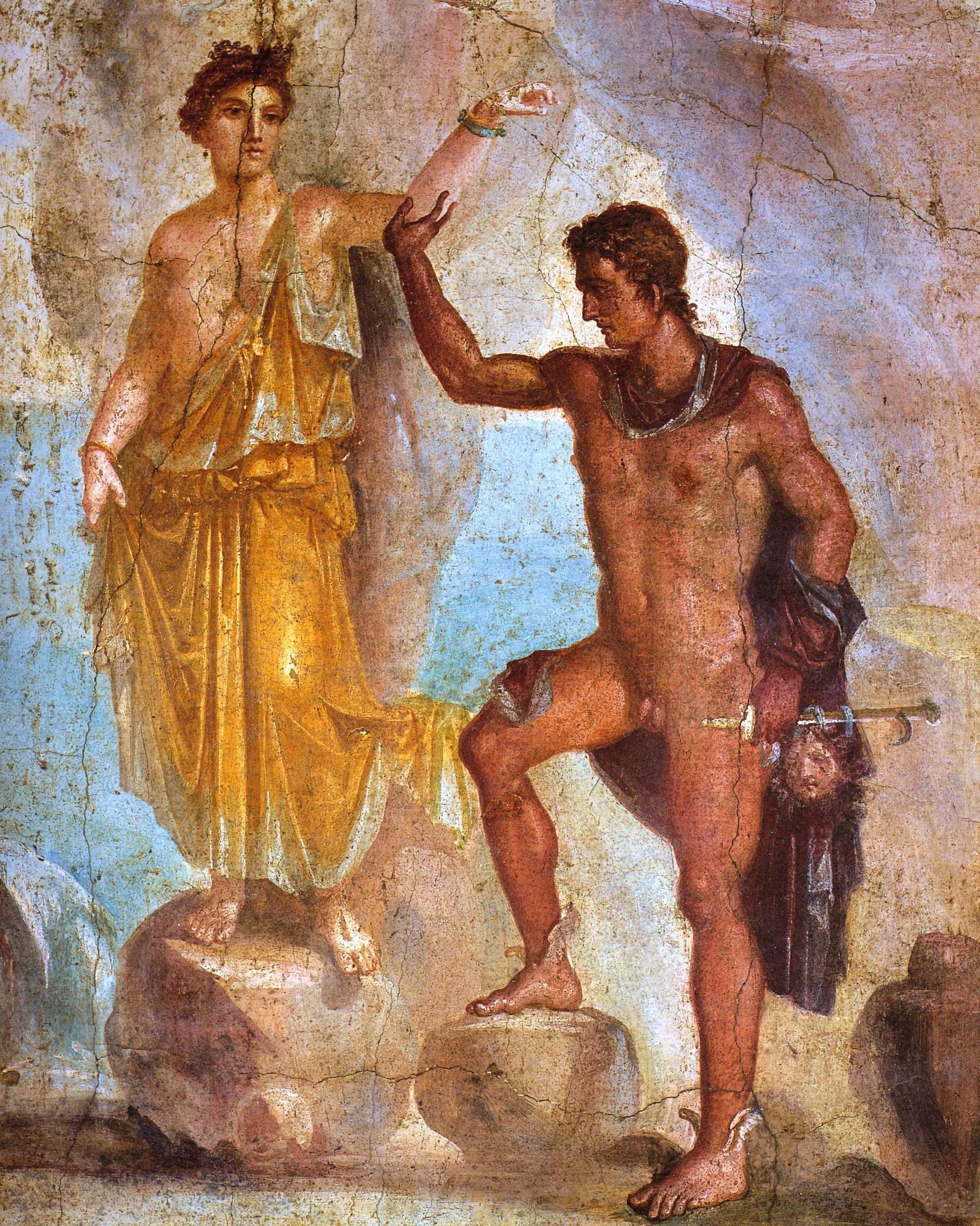
Perseu e Andrômeda numa parede em Pompeia

Continuando sua volta para casa, passou por uma ilha onde viu uma linda mulher acorrentada no meio do mar, não fossem as lágrimas que vertiam de seu rosto, teria confundido-a com uma estátua. Perseu pergunta a jovem o que fez para merecer tal punição, a moça então diz a ele: "Eu sou Andrômeda, minha mãe Cassiopeia ousou comparar sua beleza com as filhas de Posídon, as ninfas do mar, e fomos castigados por isso. Posídon mandou um monstro de Ceto destruir nossa cidade pelo erro de minha mãe e eu fui oferecida como sacrifício". Perseu diz que salvará a bela moça, se esta prometer casar com ele, mas antes de receber a resposta, uma grande onda se abriu no meio e o monstro marinho apareceu. Sem pensar duas vezes Perseu vai de encontro ao monstro e, aproveitando sua vantagem de voar, ganha a sangrenta batalha. Os pais de Andrômeda lhe concedem sua mão e Perseu volta para casa com ela.

## Polidecto

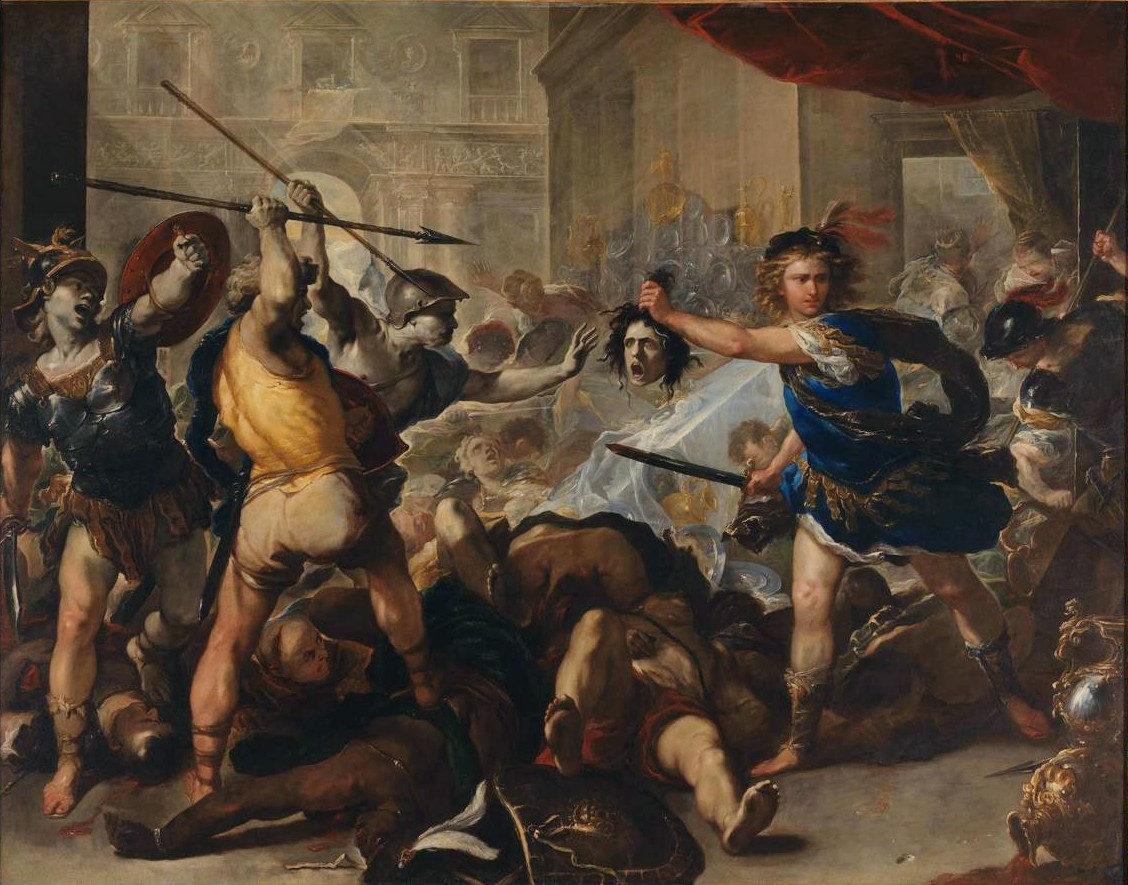
Perseu transformando Polidecto e seus seguidores em pedra (Luca Giordano, 1680)

Ao chegar em casa vê uma desordem, o rei de Sérifos, Polidecto, e seus seguidores, vão atrás de Dânae, mãe de Perseu, para violentá-la. Perseu convoca seus amigos para lutarem com ele, mas o rei e seus fiéis eram em muito maior número. Quando a batalha parecia perdida, o herói lembra do que ocorrera a Atlas quando este fixou seus olhos no petrificante olhar da górgona Medusa e diz: "Aqueles que forem meus amigos, que fechem os olhos". 
Os que acreditaram então fecham seus olhos e Perseu ergue a cabeça de Medusa. Todos os que estavam contra ele (e inclusive alguns amigos descrentes) são petrificados, menos o rei, que percebera o que ocorreria e vira seu rosto; ele então pede clemência a Perseu: "Por favor, ó Perseu, deixe-me viver, eu reconheço que tu és mais forte e que mataste a górgona, então não me mates também". O argiano responde: "Tratarei você bem, Polidecto, deixarei você em minha casa para jamais esquecer da covardia que me mostra agora". Perseu vira o rosto de Medusa na sua direção, petrificando-o, na posição de covardia em que ele se mostrava, levando a estátua para casa, jamais esquecendo do ocorrido.

## Cumprimento da profecia
Conforme a profecia, Perseu acabou assassinando o avô durante uma competição esportiva, em que participava da prova de arremesso de discos. Fazendo um lançamento desastroso, acertou acidentalmente seu avô sem saber que ele estava ali. Assim, cumpriu-se a profecia que Acrísio mais temia. Apesar disso Perseu se recusou a governar Argos (trocando de reinos com Megapente filho de Preto) e governou Tirinto e Micenas (cidade que fundou), estabelecendo uma família de sete filhos: Perseides, Perses, Alceu, Helio, Mestor, Sthenelus, e Electrião, e uma filha, Gorgófona. Seus descendentes também governaram Micenas, de Electrião a Euristeu, após os quais Atreu conquistou o reino, tais descendentes incluíam, também, o grande herói Héracles. Seguindo esta mitologia, Perseu também é o ancestral dos persas.

## Outras mídias
O filme Fúria de Titãs, dirigido por Desmond Davis, de 1981, foi uma tentativa cinematográfica de adaptação do mito, sendo este, porém, altamente modificado e fundido com outros mitos: como o Pégaso, do mito de Belerofonte, os escorpiões gigantes, semelhantes aos que matam o caçador Órion, mas uma grande adaptação foi a troca do monstro Ceto pela lula gigante, Kraken, sendo este último parte da mitologia escandinava, não da mitologia grega. Em 2010, a produção ganhou um remake em 3D, com significativas alterações no roteiro da primeira versão e direção de Louis Leterrier. O êxito do remake levou a uma continuação também em 3D, intitulada Fúria de Titãs 2, lançada em 2012 e dirigida por Jonathan Liebesman, lembrando, porém, que, assim como o primeiro filme, a sequência não é referência ao mito.